# Albstadt
Albstadt est une ville située en République fédérale d'Allemagne dans le sud du Land du Bade-Wurtemberg, dans le Jura souabe, à peu près à mi-chemin entre Stuttgart et le Lac de Constance. La ville, résultat du nouveau plan de partition des communes de 1975, est la plus importante du Zollernalbkreis et constitue un centre de taille moyenne pour les communautés l'entourant. Avec la commune voisine de Bitz, Albstadt a mis au point une communauté administrative.

## Démographie

### Subdivisions
| Blason         | Wappen  | Wappen     | Wappen        | Wappen         | Wappen     | Wappen     | Wappen | Wappen        | Wappen     |
| Ville          | Ebingen | Tailfingen | Onstmettingen | Truchtelfingen | Pfeffingen | Lautlingen | Laufen | Margrethausen | Burgfelden |
| Habitants(*06) | 19 618  | 12 234     | 5 384         | 3 229          | 2 168      | 1 998      | 1 753  | 1 084         | 345        |
| -------------- | ------- | ---------- | ------------- | -------------- | ---------- | ---------- | ------ | ------------- | ---------- |

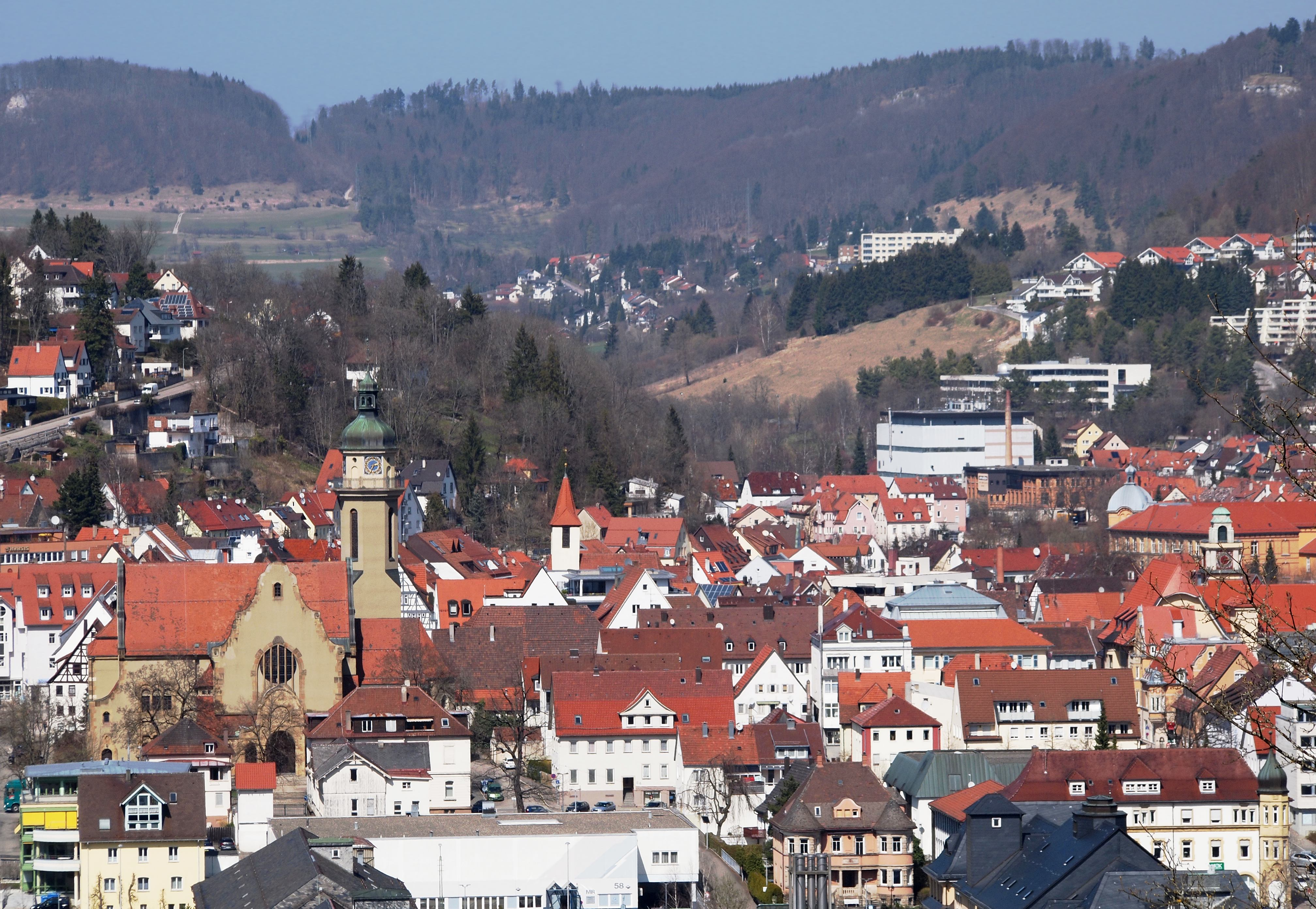
Ebingen
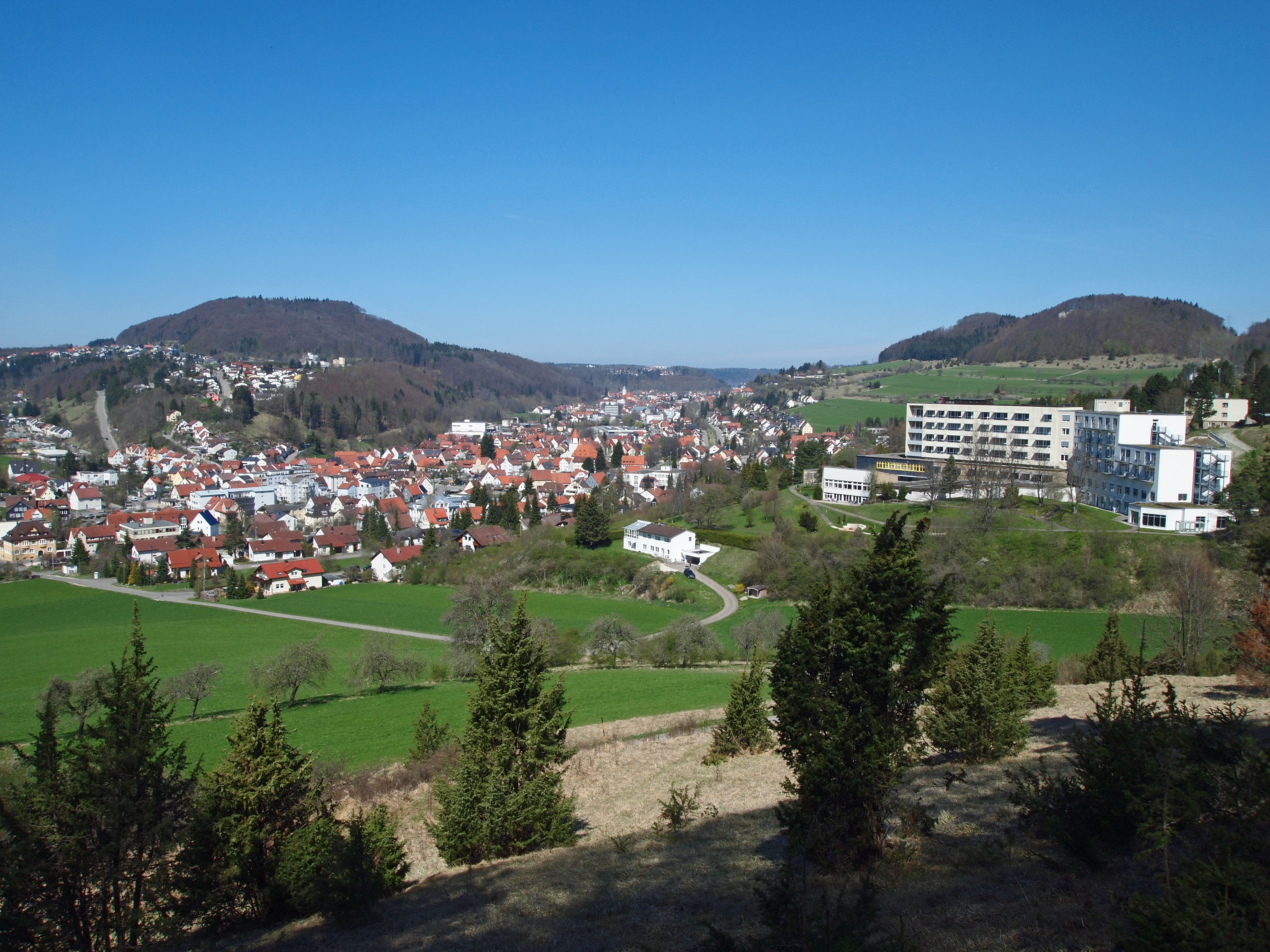
Truchtelfingen et Tailfingen
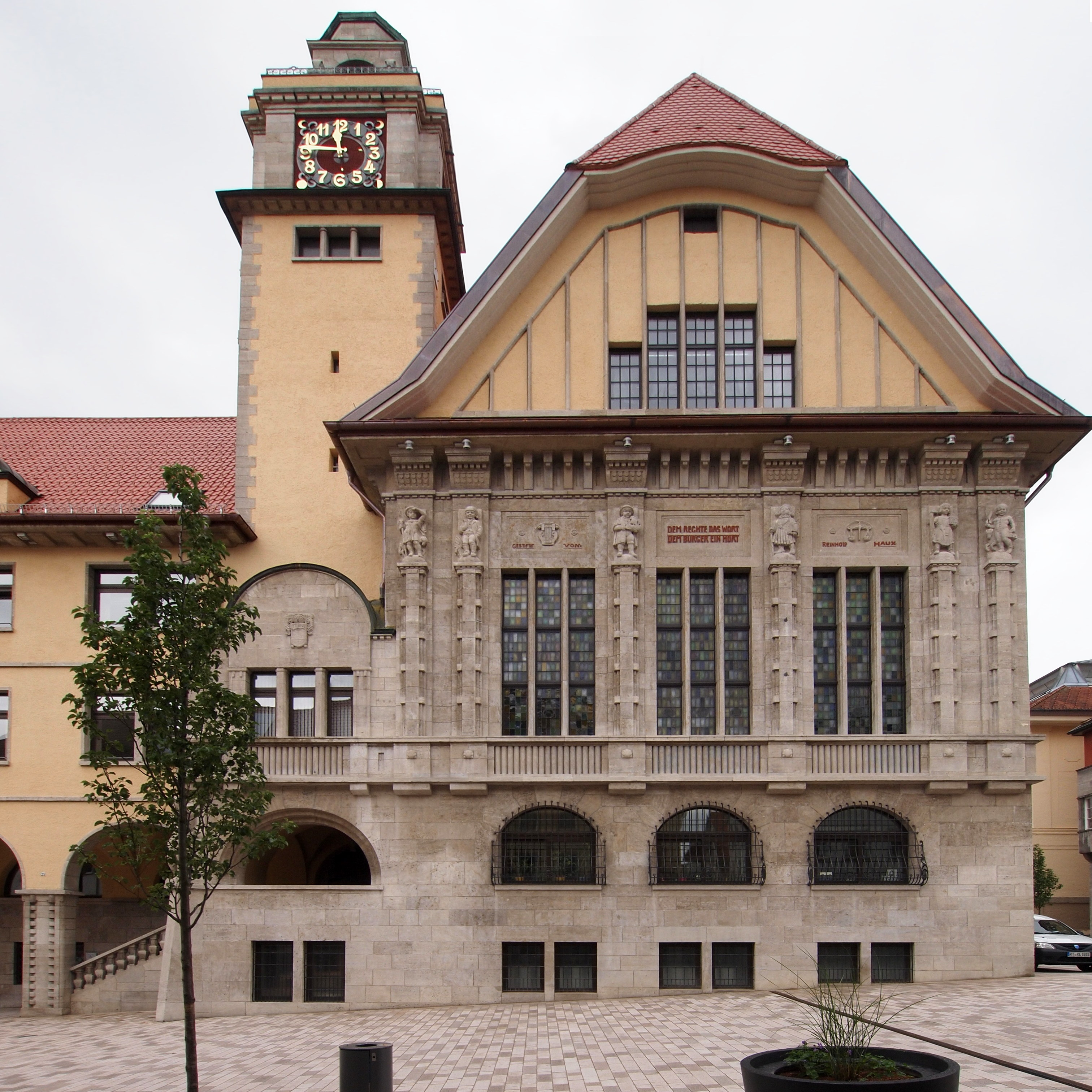
Mairie

## Monuments

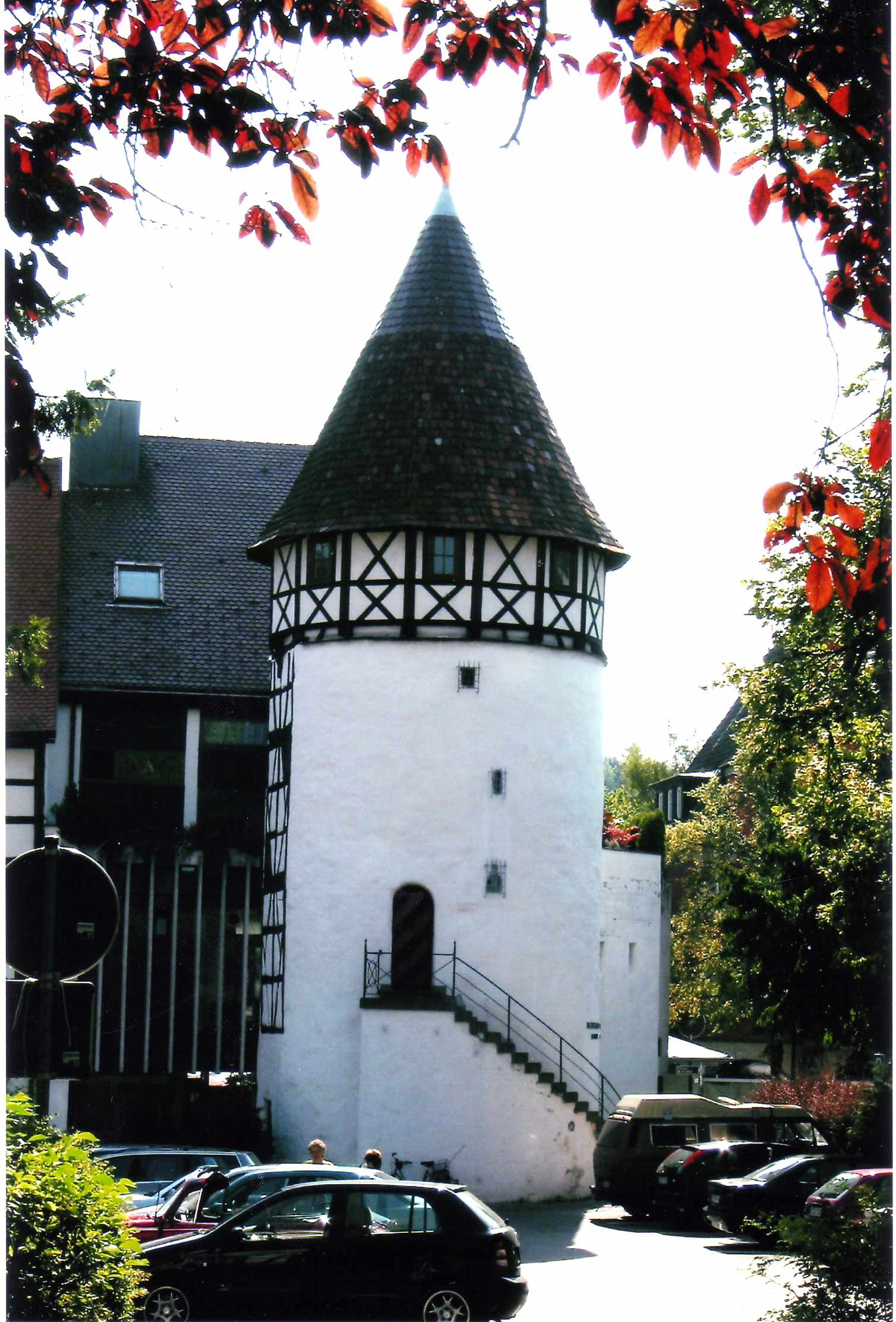
Tour des citoyens, ~1500
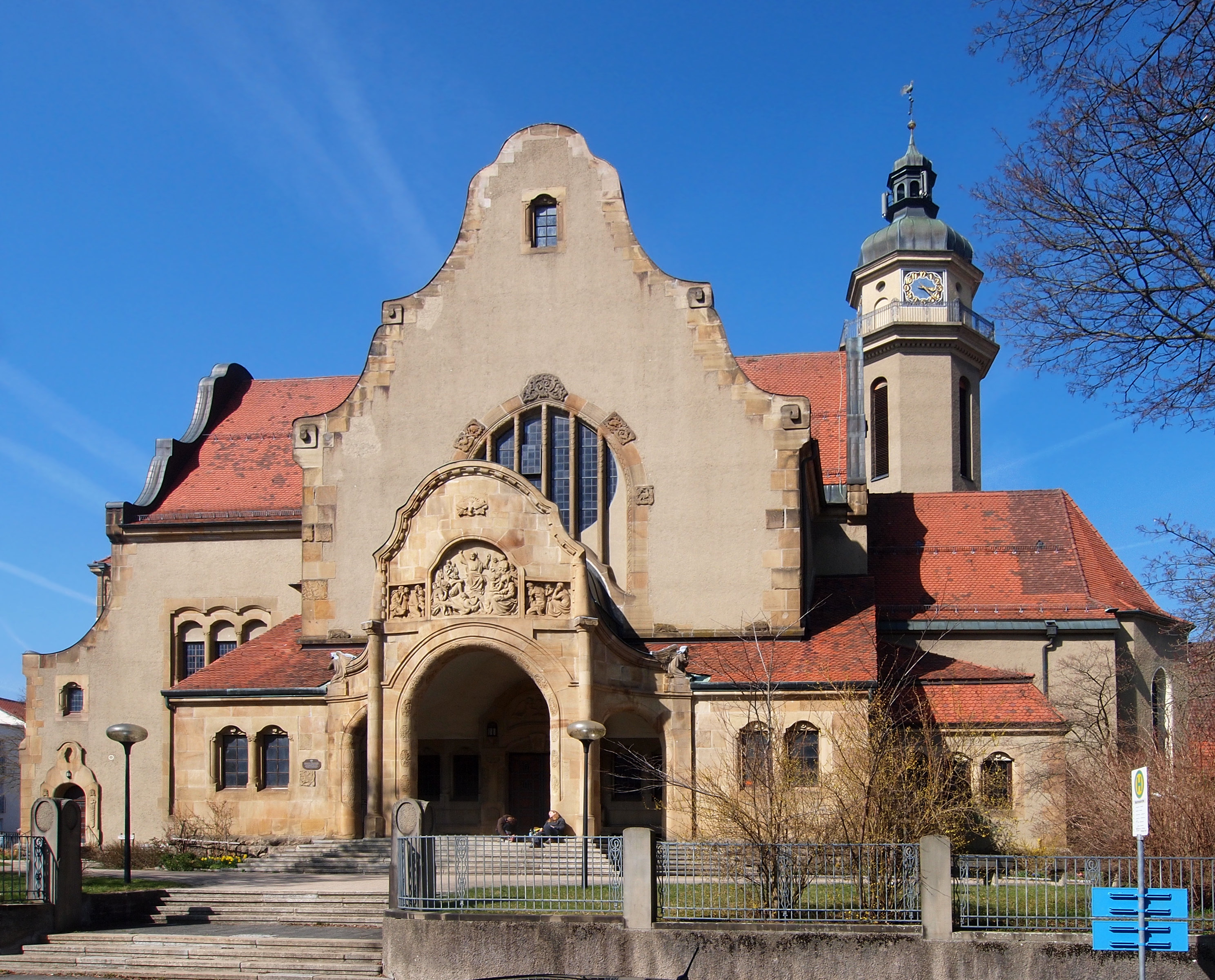
Église St.Martin
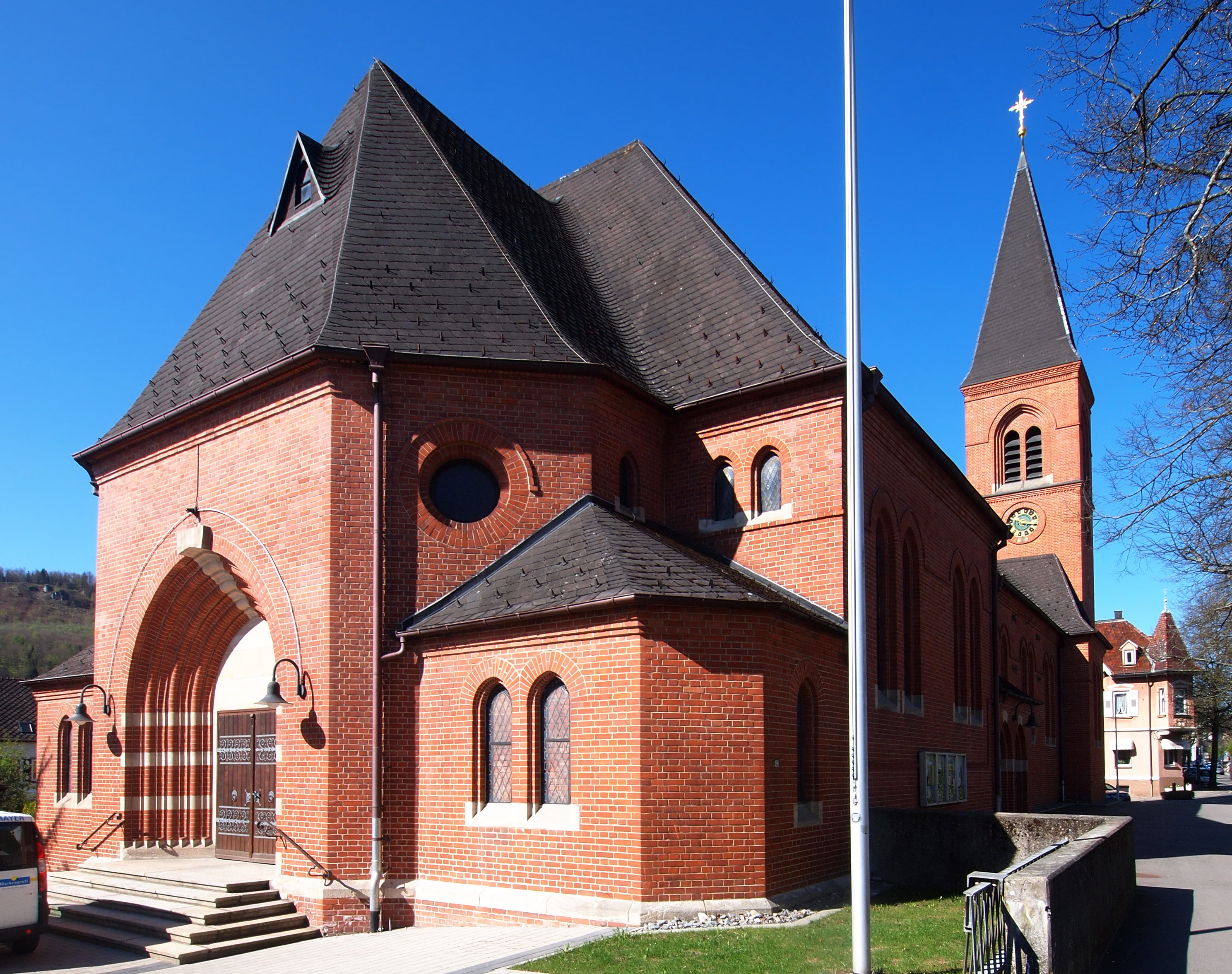
Église St.Joseph
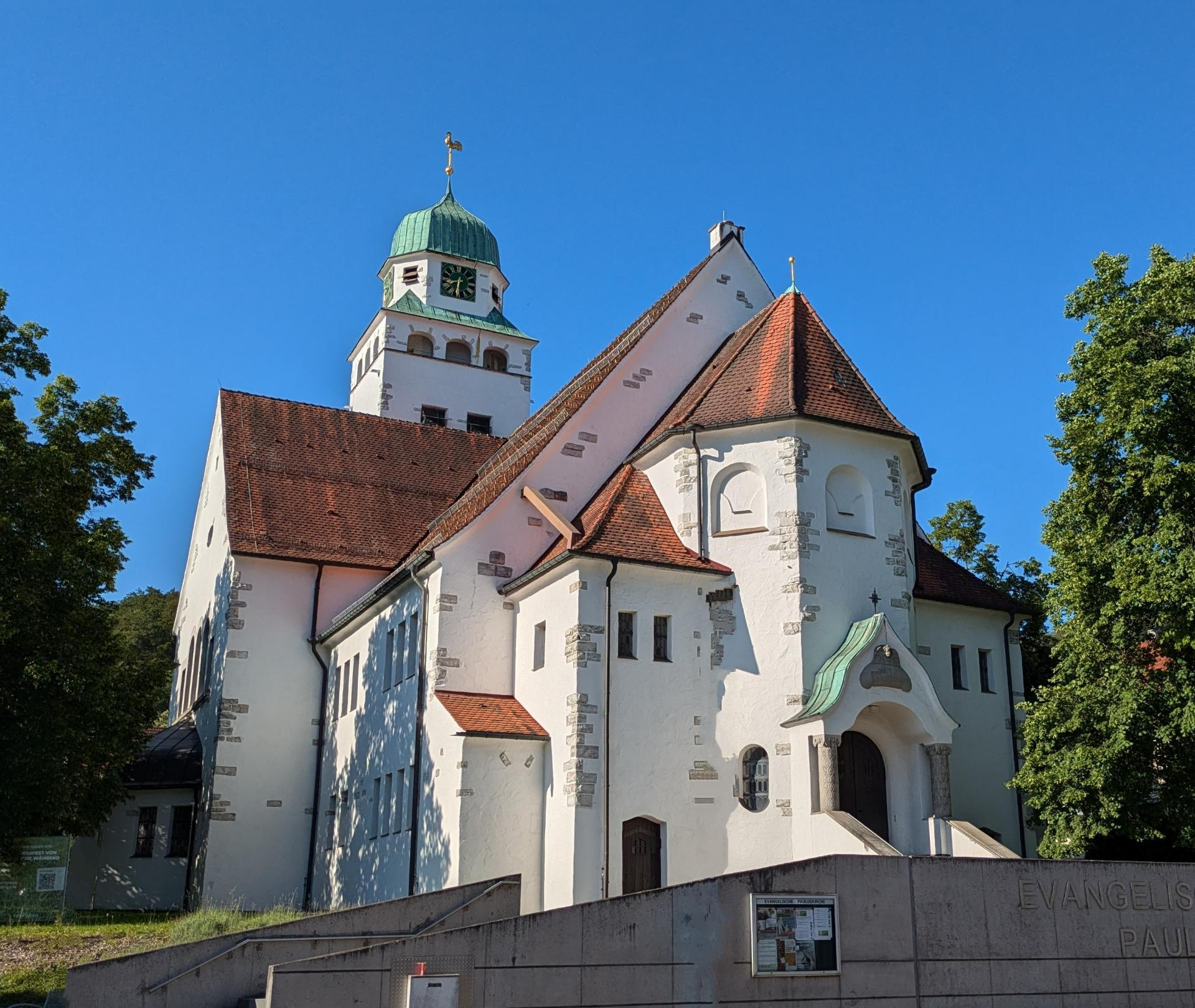
Église St.Paul

## Économie
L'industrie textile a largement disparu, mais certains fabricants de machines ont été en mesure de se maintenir et de s'agrandir.

## Jumelages
- Chambéry (France) depuis 1979

## Personnalités
- Hermann Essig (1878-1918), écrivain et dramaturge, né à Truchtelfingen
- Philipp Matthäus Hahn, pasteur et inventeur
- Thomas Bareiß, né à Albstadt